# Businga
Businga ist eine Stadt in der Provinz Nord-Ubangi im Nordwesten der Demokratischen Republik Kongo. Sie ist das Verwaltungszentrum des gleichnamigen Territoriums. Im Jahr 2009 hatte sie eine geschätzte Bevölkerungszahl von 27.921.

## Geographie
Businga liegt am Mongala-Fluss, etwa 120 Meilen nordöstlich von dessen Zusammenfluss mit dem Kongo-Fluss. sechs Meilen weiter östlich bildet sich der Mongala-Fluss durch den Zusammenfluss von Ebola-Fluss im Norden – Namensgeber des tödlichen Ebola-Virus - und dem Dwa-Fluss im Süden.